# Adoretus laosensis
Adoretus laosensis är en skalbaggsart som beskrevs av Frey 1970. Adoretus laosensis ingår i släktet Adoretus och familjen Rutelidae. Inga underarter finns listade i Catalogue of Life.